# Olivier de Funès
Olivier de Funès (Olivier Pierre de Funès de Galarza, * 11. srpna 1949, Paříž) je francouzský herec a letec, syn známého komika Louise de Funèse a jeho druhé manželky Jeanne Augustinou Barthelémy de Maupassant – de Funès. Se svou manželkou Dominique má tři děti.
Jako herec se objevil pouze v šesti filmech, ve všech se svým otcem. Napsal také scénář k životopisnému dokumentu Louis de Funes. Dříve pracoval také jako dopravní letec u Air France.

## Filmografie
- 1965 Fantomas se zlobí (Michou)
- 1966 Grand restaurant pana Septima (kuchtík)
- 1967 Senzační prázdniny (Gérard Bosquier)
- 1969 Hibernatus (Didier de Tartas, syn svého otce)
- 1970 Piti Piti Pa (Philippe Evans, synovec svého otce)
- 1971 Na stromě (stopař)